# Forte Tudaio
Il forte Tudaio è stato un forte militare italiano, situato sulla cima del monte Tudaio nel territorio comunale di Vigo di Cadore, in Provincia di Belluno.

## Descrizione

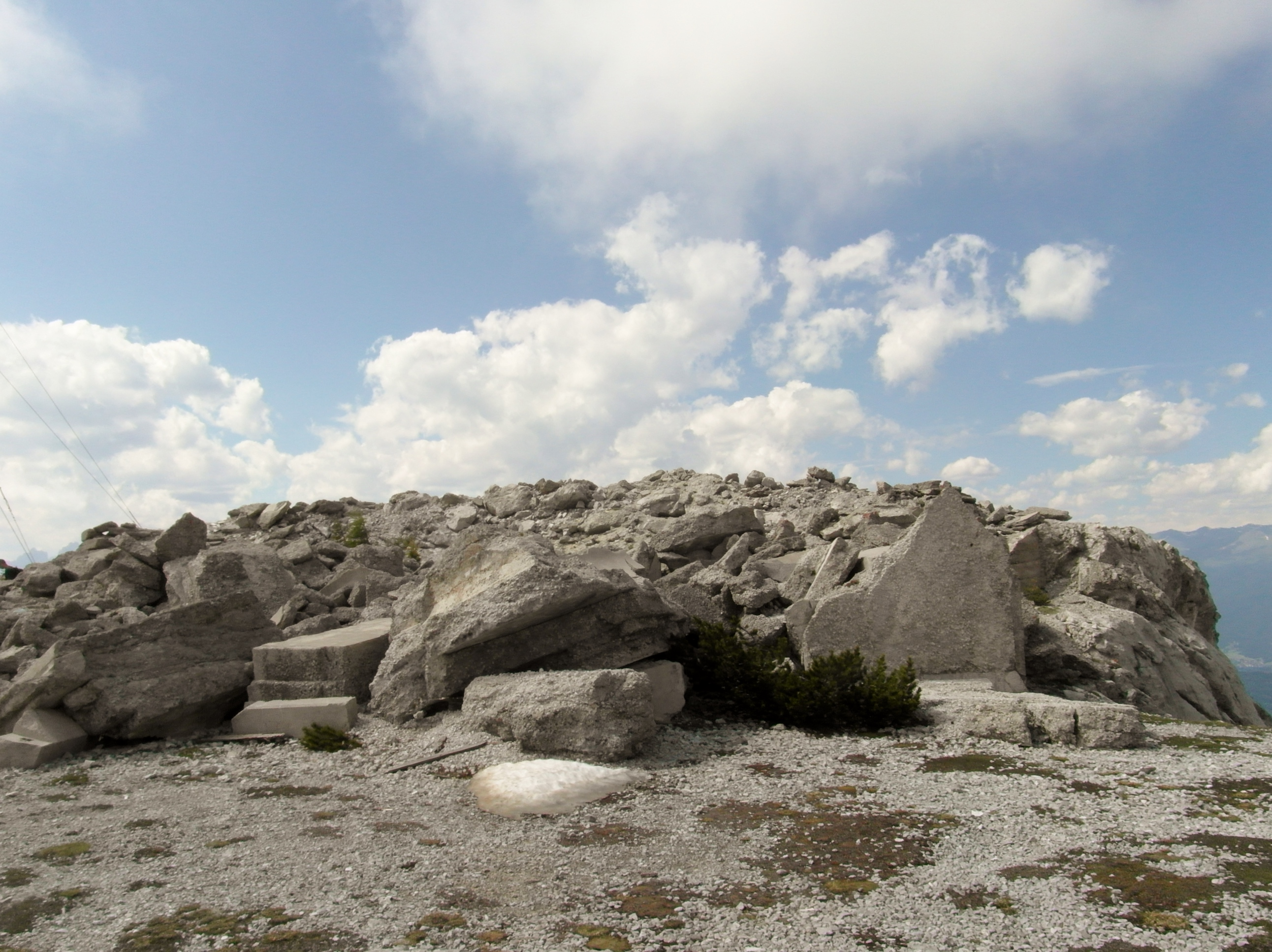
I resti della parte superiore del forte.

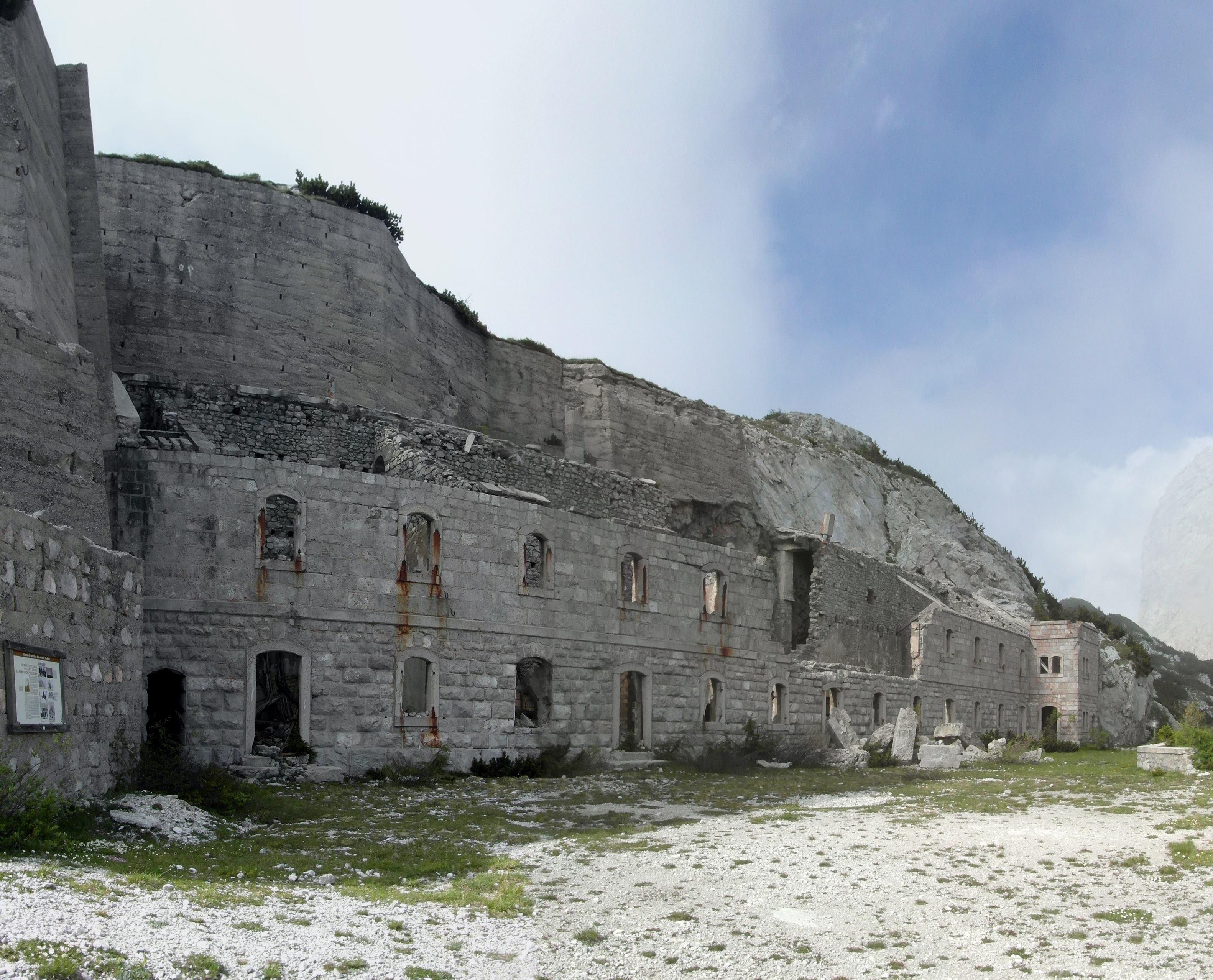
Altra veduta del forte.

L'incrocio tra le valli d'Ansiei, Comelico e Carnia dovevano essere ben protette e per questo sin dal 1905 si iniziò a costruire il forte di Col Piccolo. Solo in seguito, nel 1908, si iniziava a ipotizzare che questo non fosse sufficiente; era necessaria una struttura con una migliore vista. Dopo diverse ipotesi, il cap. F. Pecco decise per il monte Tudaio, in quanto da lì si potevano controllare diversi punti d'accesso, come il passo di Monte Croce di Comelico, Misurina e quindi la val d'Ansiei ed infine il passo della Mauria.
Il 1911 fu l'anno in cui si iniziarono i lavori, nonostante già negli anni precedenti si iniziava a costruire una strada in grado di far raggiungere il materiale in quota. Il forte costruito in calcestruzzo, su 3 piani, aveva la classica forma a "U", di dimensioni pari a 37 x 15 metri. Al suo interno furono preparati quattro postazioni cilindriche per poter alloggiare altrettanti cannoni da 149 AL 35, oltre a 4 mitragliatrici Gardner mod. 1886. In totale al forte era prevista una guarnigione pari a 300 soldati, che potevano essere riforniti anche da due teleferiche. Come gli altri forti, anche questo era dotato di un pozzo per l'acqua, un forno per il pane, una polveriera, una cinta muraria e alcune trincee per migliorarne la difesa.
Si ricordano alcune azioni prese dal forte, ovvero nella notte tra il 6 e il 7 novembre 1917 si bombardarono le postazioni nemiche presso il passo Monte Croce di Comelico e monte Cavallino. Gli italiani decisero di abbandonare la struttura togliendo gli otturatori dai cannoni, ma senza riuscire a danneggiarle del tutto. Nonostante non fosse mai stato al centro di scontri, dopo che gli italiani lo abbandonarono, gli austriaci lo fecero saltare prima di ritirarsi, tra il 18 e il 26 ottobre del 1918.

## Il forte oggi
Dopo il termine della grande guerra, e non essendo stato strategicamente interessante durante la seconda guerra mondiale, il forte fu depredato dai recuperanti. Oggi invece il forte è meta turistica, facilmente raggiungibile in 4 ore circa.
Nel 2001, grazie ad un'opera di restauro si sono portate alcune guide e pannelli esplicativi presso la struttura.